# برنار شالاند

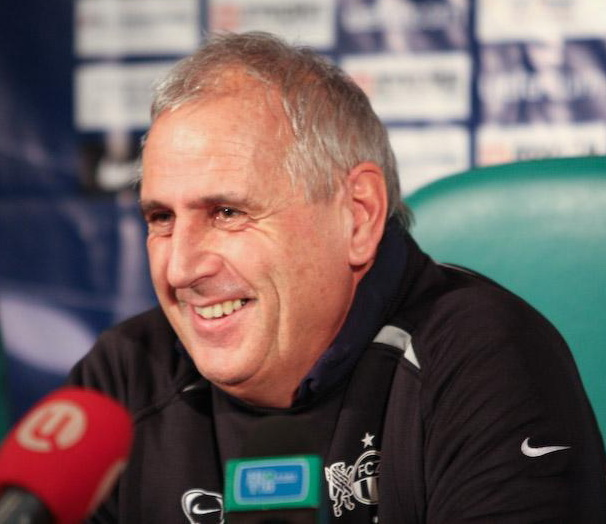

برنار شالاند (فرانسوی: Bernard Challandes‎؛ زادهٔ ۲۶ ژوئیهٔ ۱۹۵۱) یک بازیکن فوتبال و مربی فوتبال اهل سوئیس است.
از باشگاه‌هایی که در آن مربیگری کرده‌است می‌توان به باشگاه ورزشی یانگ بویز برن، باشگاه فوتبال سروت ۱۸۹۰، باشگاه فوتبال زوریخ، باشگاه فوتبال سیون و باشگاه فوتبال تون اشاره کرد. وی همچنین در بین سال‌های ۲۰۱۴–۲۰۱۵ مربیگری تیم ملی فوتبال ارمنستان را نیز برعهده داشت.